# ألبرت غالاتين اغبرت
ألبرت غالاتين اغبرت هو جراح وسياسي أمريكي، ولد في 13 أبريل 1828 في Sandy Lake, Pennsylvania ‏ في الولايات المتحدة، وتوفي في 28 مارس 1896 في فرانكلين في الولايات المتحدة. نشط حزبياً في الحزب الديمقراطي. وقد انتخب عضو مجلس النواب الأمريكي ‏.